# Franz-Josef Kemper
Franz-Josef Kemper (Hopsten, 30 settembre 1945) è un ex mezzofondista e dirigente sportivo tedesco.

## Biografia
Si mise in luce nel 1966, quando migliorò il primato europeo sugli 800 metri correndoli in 1'44"9, otto decimi meno del precedente primato stabilito dal belga Roger Moens nel 1955. Poche settimane dopo giunse secondo nella finale degli 800 metri ai campionati europei, preceduto dal tedesco orientale Manfred Matuchewski. Lo stesso anno Kemper migliorò il record mondiale sui 1000 metri e quello della staffetta 4 x 800. Per questi risultati, nel 1967 fu premiato con la foglia d'alloro di argento, il massimo riconoscimento sportivo per un atleta tedesco.
Nel 1968 partecipò alle Olimpiadi di Città del Messico dove fu eliminato in semifinale.
Quattro anni dopo, dopo aver vinto l'oro ai campionati europei indoor nella staffetta 4x800 m, sfiorò il podio olimpico a Monaco di Baviera 1972 giungendo quarto nella finale degli 800 metri.
Terminata l'attività agonistica ha intrapreso la carriera di dirigente sportivo.

## Palmarès
| Anno | Manifestazione | Sede     | Evento            | Risultato | Prestazione | Note |
| ---- | -------------- | -------- | ----------------- | --------- | ----------- | ---- |
| 1966 | Europei        | Budapest | 800 m             | Argento   | 1'46"0      |      |
| 1972 | Europei indoor | Grenoble | Staffetta 4×800 m | Oro       |             |      |

## Altre competizioni internazionali
1965
- Oro in Coppa Europa ( Stoccarda), 800 metri piani - 1'50"3[1]

1967
- Argento in Coppa Europa ( Kiev), 800 metri piani - 1'46"9[1]

1970
- Argento in Coppa Europa ( Stoccolma), 800 metri piani - 1'48"6[1]